# Austria 3
Austria 3 est un supergroupe pop-rock autrichien.

## Histoire
Le nom est une allusion à une marque de cigarette sans filtre peu chère, de mauvaise qualité mais l'une des premières à être produite en Autriche par Austria Tabak (de) jusque dans la fin des années 1950.
Le groupe est créé en 1998 à l'initiative de Rainhard Fendrich avec les chanteurs Wolfgang Ambros et Georg Danzer, initialement pour récolter des fonds pour les sans-abris.
L'énorme succès pousse les artistes à se rapprocher en 2006. Le groupe annonce le 10 juin 2006 sa séparation. Son dernier concert est donné le 24 juillet 2006 à Altusried. Le 16 avril 2007, Georg Danzer, à l'occasion d'un concert à Vienne, invite les deux autres musiciens pour interpréter des chansons ensemble. On espère alors une reformation en 2008.
Mais Georg Danzer décède le 21 juin 2007 d'un cancer des poumons.
En 2011, durant les discussions pour une réapparition l'année suivante, des différends ont lieu entre Wolfgang Ambros et Rainhard Fendrich. Klaus Eberhartinger (de) devrait remplacer Georg Danzer.
Le 22 juin 2013, lors du trentième Donauinselfest, Wolfgang Ambros et Rainhard Fendrich reprennent sept chansons d'Austria 3.

## Discographie

### Austria 3
- 1998: Live aus dem Theater an der Wien
- 1998: Live – Vol. 2
- 2000: Live – Die Dritte
- 2003: Weus'd mei Freund bist (Best-of)

### Ambros-Fendrich-Danzer
- 1997: Top-Drei
- 1998: Top-Drei – Zugabe
- 2011: Die großen Drei